# Moviment de l'interrogatiu
El moviment de l'interrogatiu (Wh- movement en anglès) és un fenomen present a la sintaxi de diverses llengües segons el qual l'interrogatiu apareix al principi de la frase i modifica l'ordre canònic de la resta d'elements. Així, en català mentre que en una frase enunciativa l'ordre seria SVO, com a "En Joan va deixar la capsa a l'armari", a una frase interrogativa l'ordre s'alteraria: "On va deixar la capsa en Joan?" o "On va deixar en Joan la capsa?".
El moviment de l'interrogatiu és una de les transformacions descrites pel generativisme, on l'estructura profunda o mental de l'oració respondria a l'ordre canònic i l'estructura superficial o oració efectivament pronunciada presenta el moviment de l'interrogatiu.